# Вілярреаль
Вілярреа́ль (ісп. Villarreal, офіційна назва Vila-real) — муніципалітет в Іспанії, у складі автономної спільноти Валенсія, у провінції Кастельйон. Населення — 51 367 осіб (2010).

## Назва
- Віла-Реа́л (валенс. Vila-real )

## Географія
Муніципалітет розташований на відстані близько 310 км на схід від Мадрида, 7 км на південний захід від міста Кастельйон-де-ла-Плана.
На території муніципалітету розташовані такі населені пункти: (дані про населення за 2010 рік)
- Каріньєна: 51 особа
- Пінелья: 74 особи
- Соладес: 20 осіб
- Віла-Реал: 50552 особи
- Вірхен-де-Грасія: 670 осіб

## Демографія
Динаміка населення (INE ):

## Уродженці
- Пау Торрес (*1997) — іспанський футболіст, захисник.

## Галерея зображень

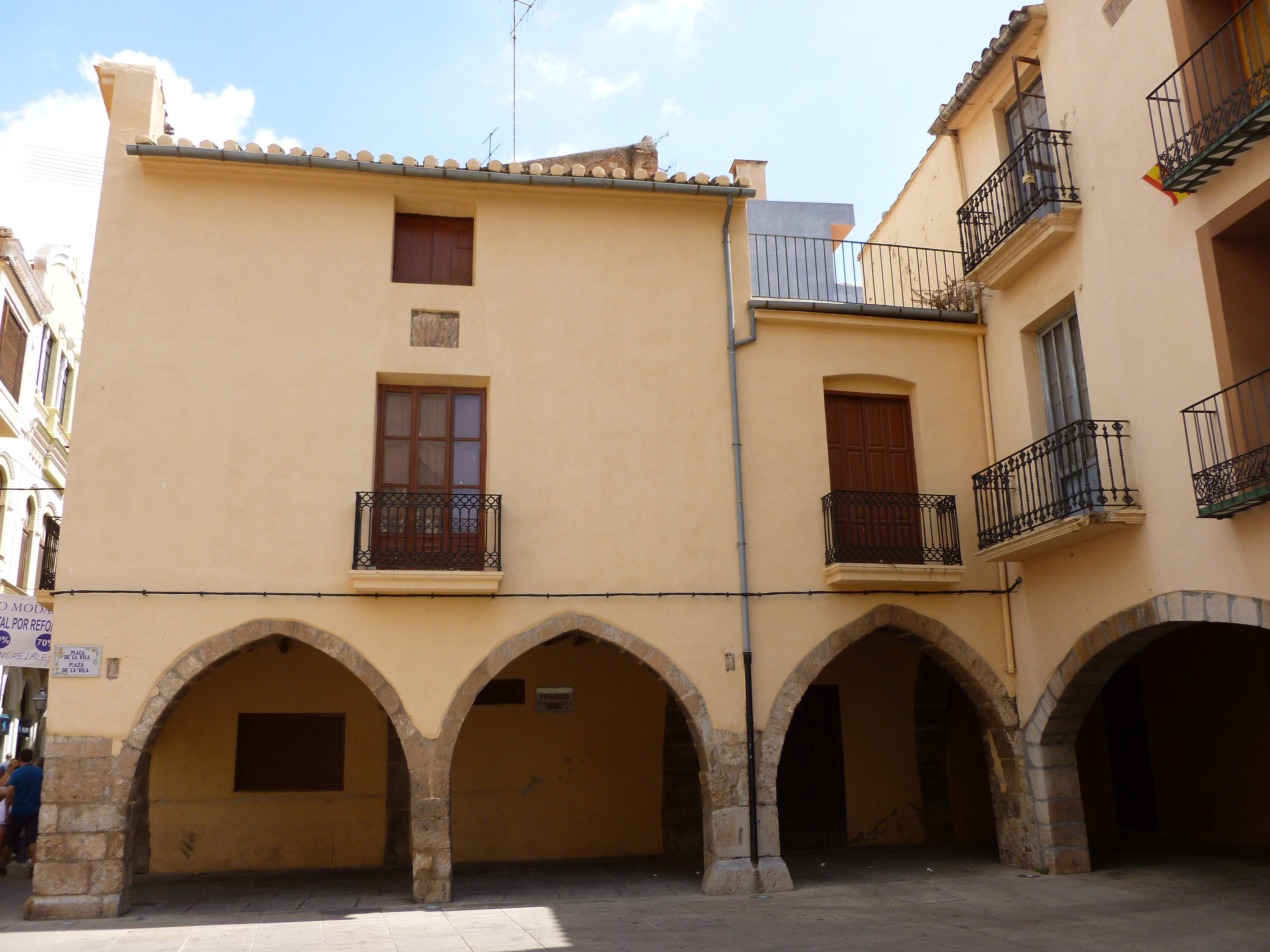
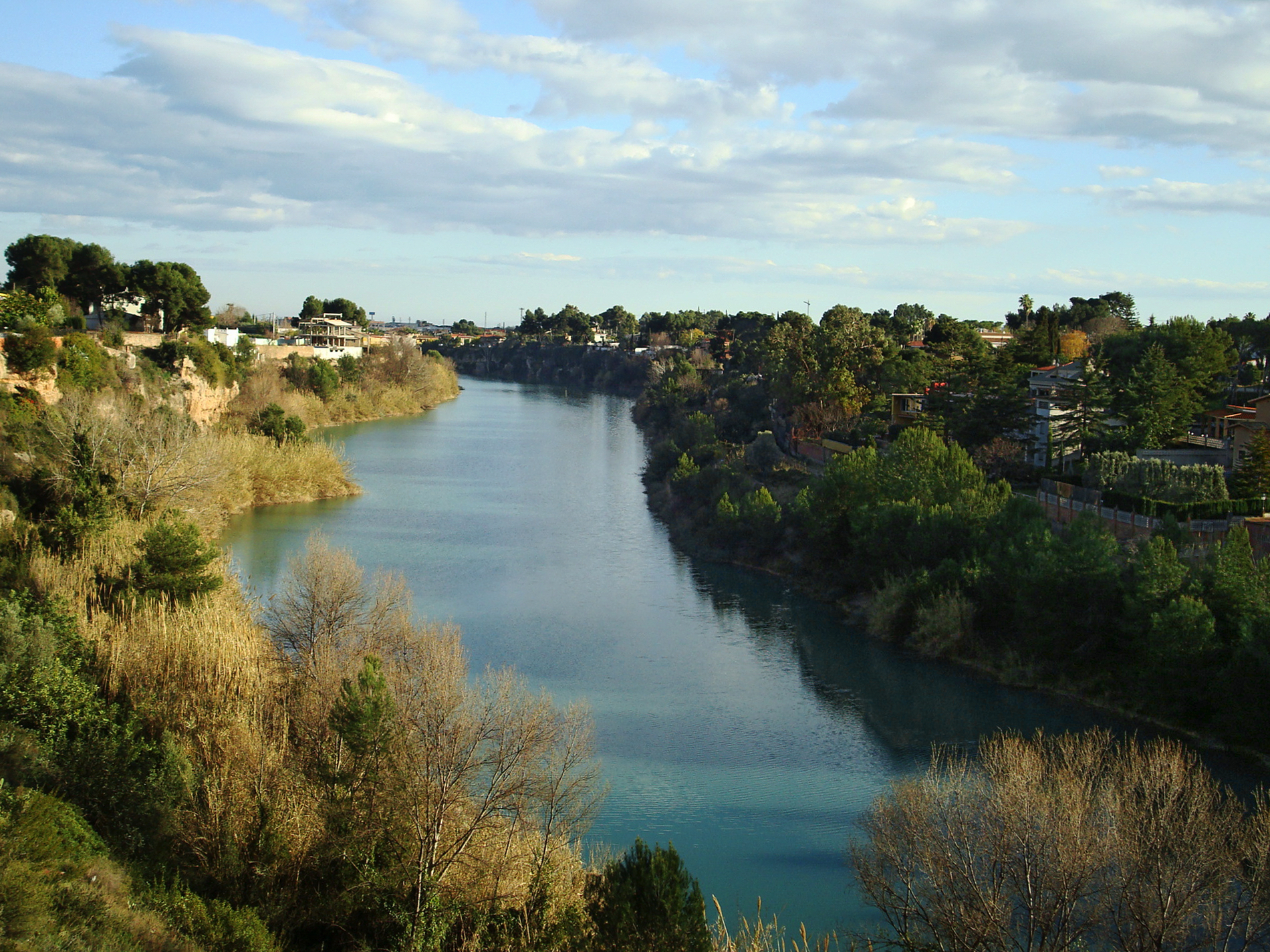
Річка Міхарес, Віла-Реал
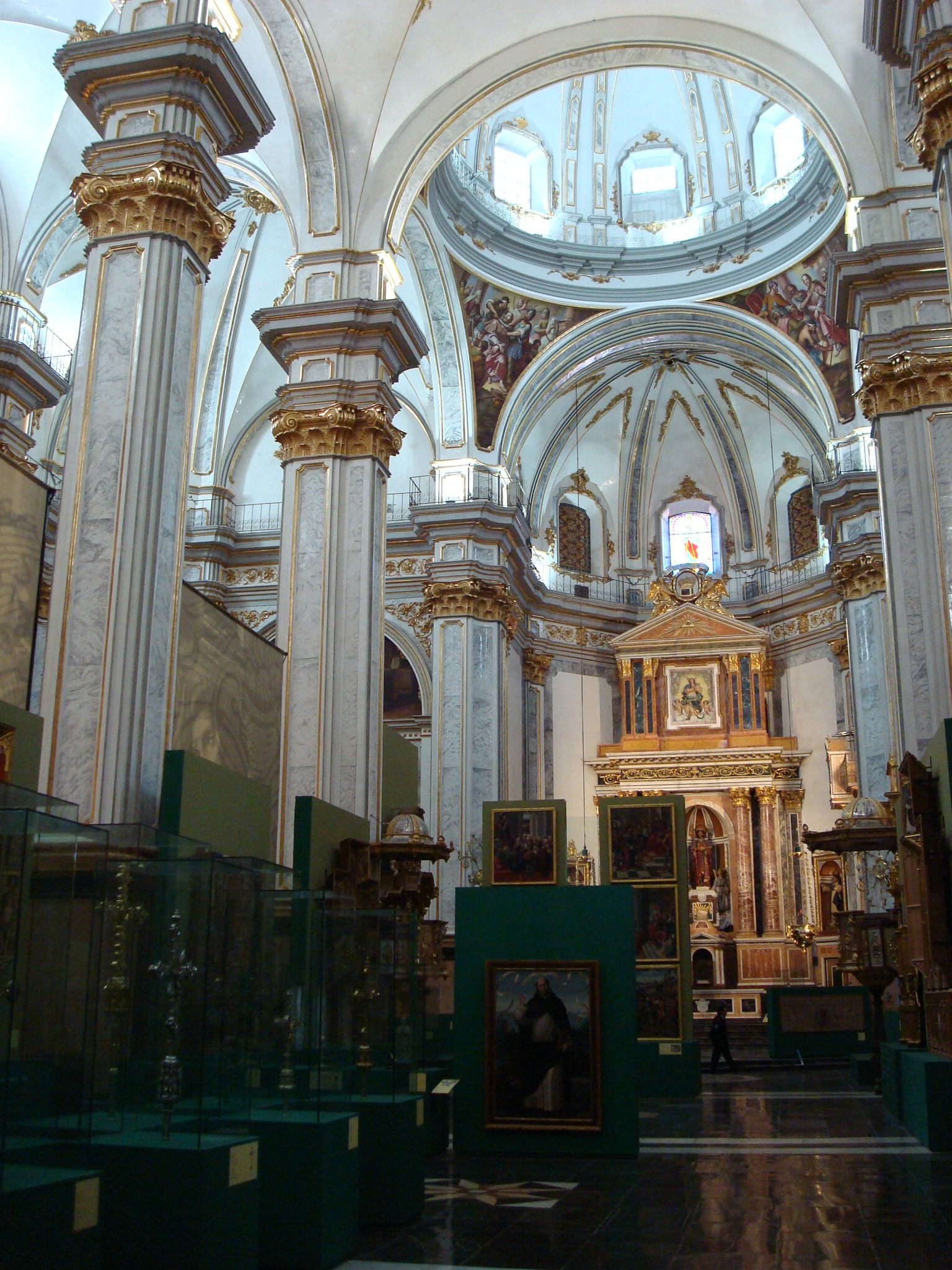
Церква Сан-Хайме
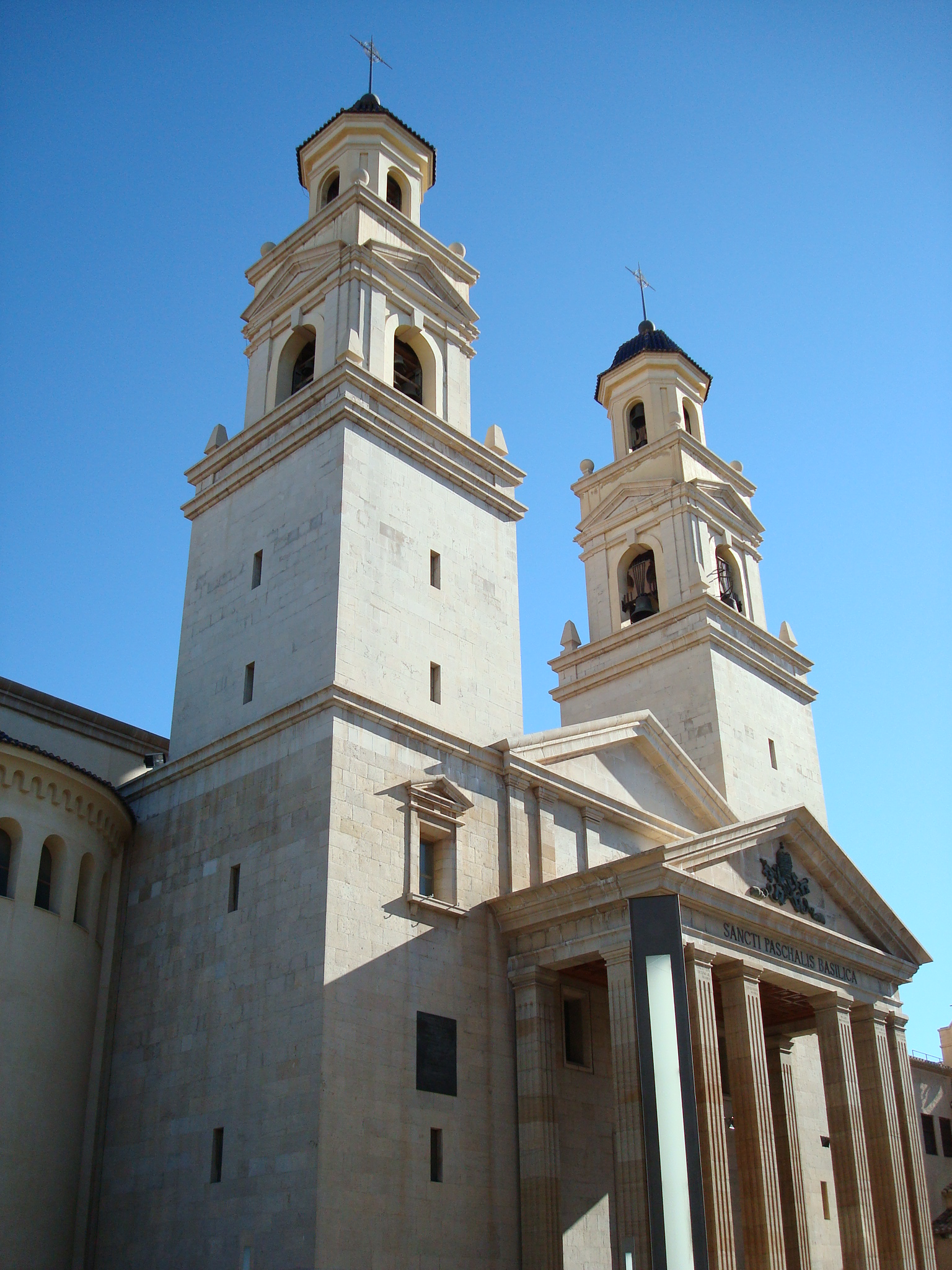
Базиліка Сан-Паскуаль-Байлон
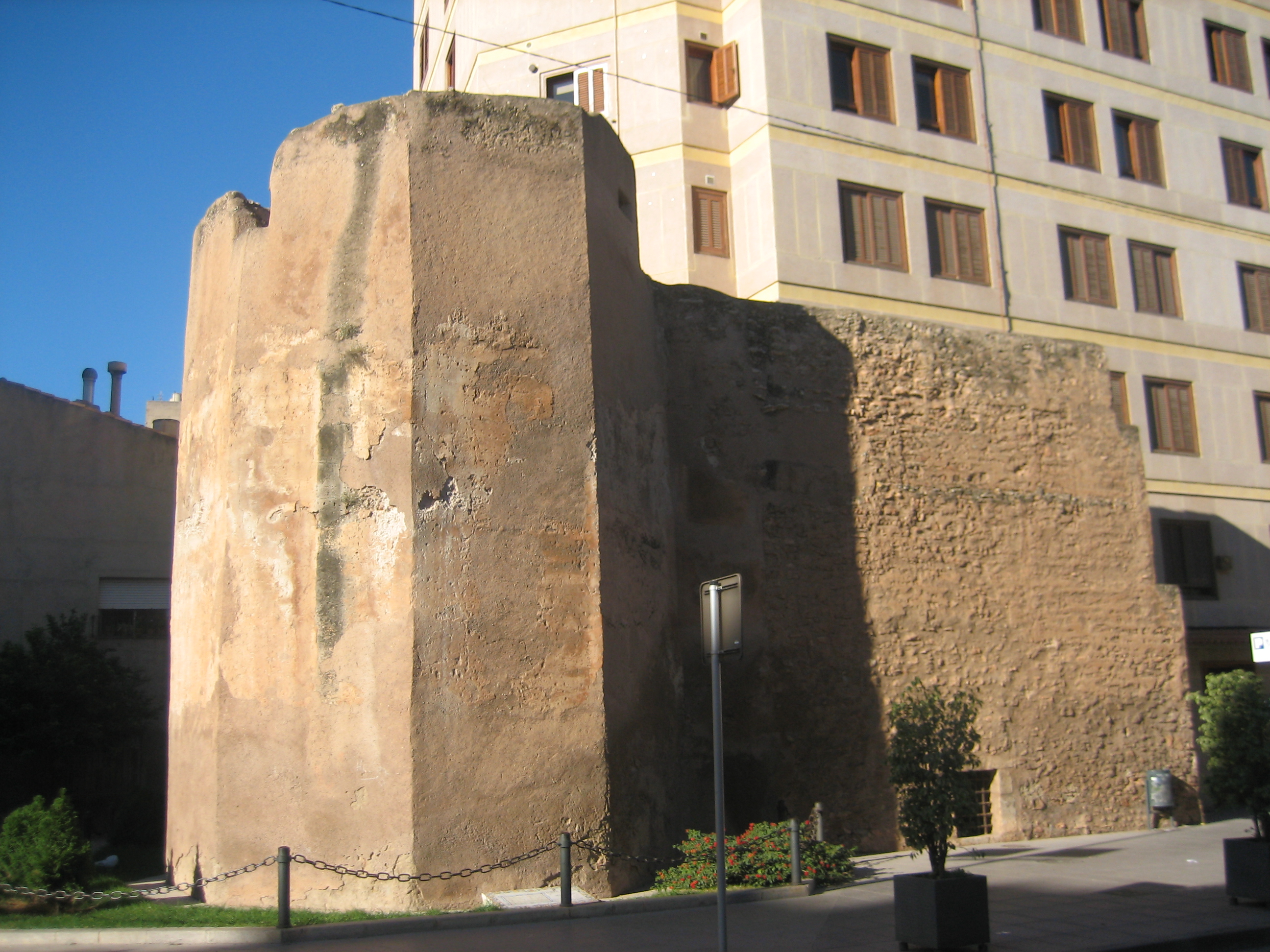
Вежа Моча, залишок середньовічного міського муру
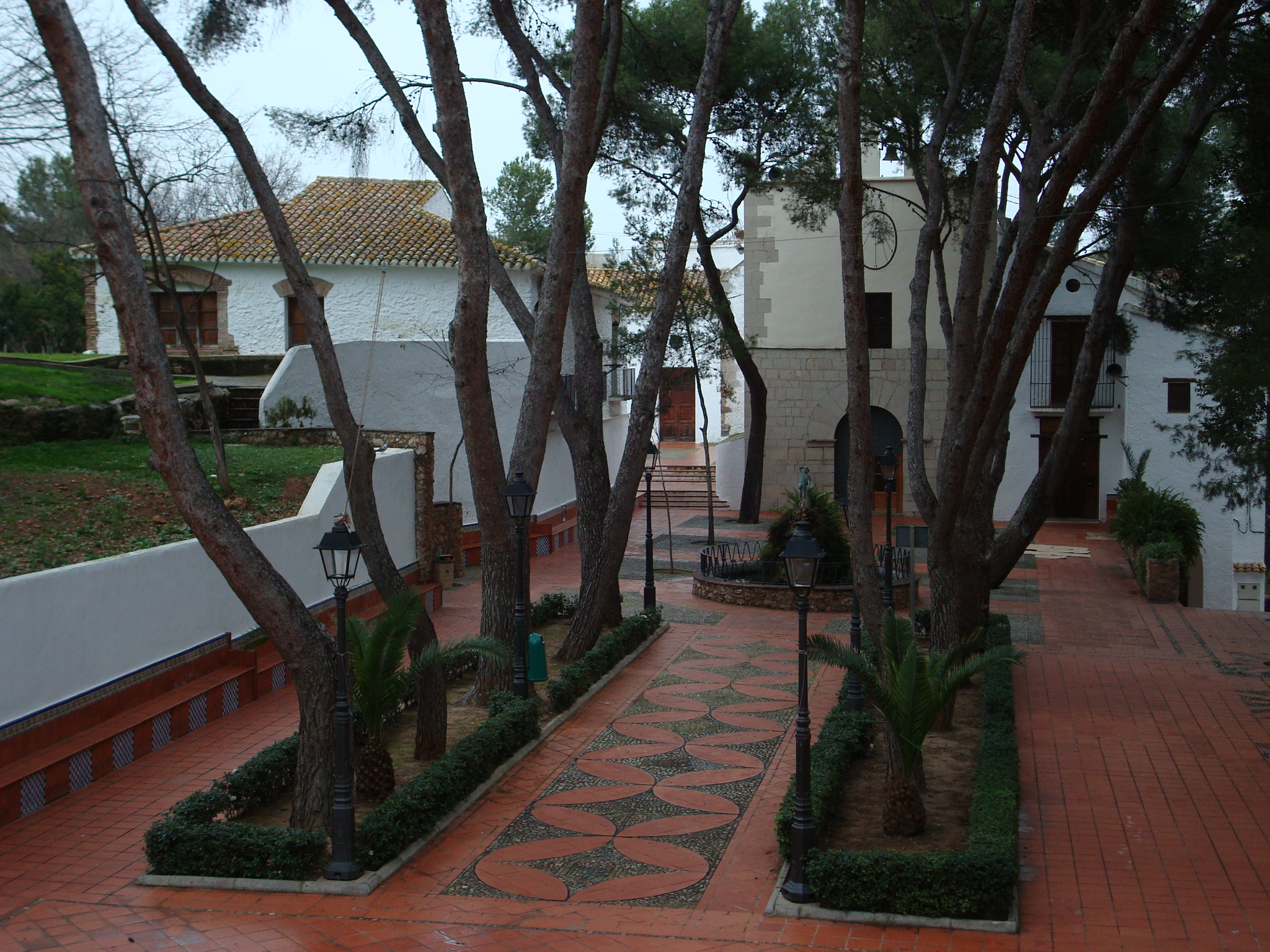
Каплиця Ла-Вірхен-де-Грасія